# فيكتور نوريس هاملتون
فيكتور نوريس هاميلتون (15 يوليو 1919 - 11 نوفمبر 1997)  كان عالم تشفير أمريكي انشق إلى الاتحاد السوفيتي في عام 1963. تم اكتشافه في مستشفى للأمراض العقلية في روسيا عام 1992، حيث كان مقيماً هناك لمدة 20 عاماً.

## نشأته
وُلِد هاملتون باسم فوزي ديمتري هندالي في يافا، في ظل الانتداب البريطاني على فلسطين. تخرج من الجامعة الأمريكية في بيروت، وتزوج في ليبيا من ليلي بيل دريك، وهي أمريكية أقنعته بالذهاب إلى الولايات المتحدة. وبحسب روايته، أصبح مواطناً أميركياً متجنساً، وحصل على ترخيص كمدرس في جورجيا، لكن تم رفض طلبه للعمل لأنه عربي. عمل بواباً حتى جنده عقيد للعمل في وكالة الأمن القومي.
حصل على وظيفة في وكالة الأمن القومي في عام 1957، وعمل هناك لمدة عامين في وحدة  مكلفة بدراسة وفك تشفير الاتصالات بين حكومات الشرق الأوسط، بما في ذلك تلك التي تشمل الاتحاد السوفييتي. عانى من انهيار عصبي في فبراير 1959، لكنه أبقى في وكالة الأمن القومي لحاجتها إلى موظفين يجيدون اللغة العربية. تم تسريحه في يونيو 1959 لأسباب تتعلق بالصحة العقلية. وادعى لاحقًا أنه زيف الأعراض حتى يُسمح له بمغادرة الوكالة.

## انشقاقه إلى الاتحاد السوفيتي
في عام 1963، انشق هاملتون إلى الاتحاد السوفيتي. في شهر يوليو، نشرت صحيفة إزفستيا تقريرًا كتبه هاملتون عن عمله في وكالة الأمن القومي.

## مرضه النفسي
كان هاملتون محتجزًا في الاتحاد السوفيتي بسبب إصابته بالفصام، وكان في البداية في مستشفى الكرملين لكبار المسؤولين. في عام 1971، تم نقله إلى المستشفى النفسي الخاص رقم 5 في ترويتسكوي، على بعد حوالي 30 ميلاً جنوب موسكو. تمت إعادة اكتشافه هناك في عام 1992 من قبل مشروع Ark، الذي كان يبحث عن أسرى الحرب الأميركيين الذين قد يكونون في أيدي السوفييت بمجرد سقوط الاتحاد السوفيتي. كان هاملتون مقتنعًا بأن البنتاغون كان يتواصل معه عبر الراديو، ثم لاحقًا من خلال جهاز التلفزيون الخاص به. وعندما علموا بمكان وجوده في عام 1992، فوجئت زوجته وأطفاله بمعرفة أنه لا يزال على قيد الحياة، فصرحوا بأنهم سيسعون إلى إعادته إلى وطنه. توفي هاملتون في نوفمبر 1997 عن عمر يناهز 78 عامًا.